# 燕尾矮鮠
燕尾矮鮠，為輻鰭魚綱鯰形目鱨科的其中一種，為熱帶淡水魚類，分布於亞洲馬來西亞淡水流域，體長可達5.1公分，棲息在底層水域，生活習性不明。

## 扩展阅读
維基物種上的相關：燕尾矮鮠